# Recep Yemişci
Recep Yemişci (* 1. Januar 1999 in Izmir) ist ein türkischer Fußballspieler.

## Karriere

### Verein
Yemişci kam in Konak, einem Stadtteil der westtürkischen Stadt Izmir zur Welt. Hier begann mit dem Vereinsfußball in der Jugend von Bucaspor und spielte dann für den Nachwuchs von Altınordu İzmir.
In der Rückrunde der März 2016 erhielt er bei letzterem einen Profivertrag, spielte aber weiterhin für die Nachwuchsmannschaften. Erst zum Saisonende 2015/16 wurde er erst am Training der Profimannschaft von Altınordu beteiligt und gab schließlich am 13. Mai 2016 in der Ligabegegnung gegen Karşıyaka SK sein Profidebüt.

### Nationalmannschaft
Yemişci startete seine Nationalmannschaftskarriere im September 2015 mit einem Einsatz für die türkischen U-15-Nationalmannschaft.
Mit der türkischen U-16-Auswahl nahm er 2015 als Gastgeber am Ägäis-Pokal teil und wurde Turniersieger.

## Erfolge
Mit der türkischen U-16-Nationalmannschaft
- Sieger im Ägäis-Pokal: 2015